# Johannes Contractus
Johannes Contractus (Johannes Korz) war ein franziskanischer Prediger des 14. Jahrhunderts.
Unter dem Verfassernamen Johannes Contractus wird eine zunächst in handschriftlicher Form verbreitete Predigtsammlung aus der zweiten Hälfte des 14. Jahrhunderts überliefert, die Johann Koelhoff der Ältere vor 1478 in Druck gab. Da sie zahlreiche Predigten über franziskanische Heilige enthält, ist die Sammlung vermutlich franziskanischen Ursprungs. Alle weiteren Hinweise auf die Identität des Verfassers, etwa, dass er Niederländer sei, stammen von frühneuzeitlichen Bibliographen und sind zweifelhaft. Sämtliche volkssprachigen Namensformen sind moderne Rückübersetzungen.
Ob Contractus ein Nachname ist oder ein Adjektiv zur näheren Beschreibung der Predigten (Sermones contracti), ist unklar. Aus der im zugehörigen Explicit der Handschrift Klosterneuburg, Augustinerchorherrenstift, Cod. 251 verwendeten Floskel lässt sich, anders als Benjamin de Troeyer vermutete, nicht ableiten, dass der Verfasser, ähnlich wie Hermann von Reichenau (Hermannus Contractus), körperlich behindert war.